# Élisabeth Baume-Schneider
Élisabeth Baume-Schneider (Saint-Imier, 24 de dezembro de 1963) é uma política suíça filiada ao Partido Social Democrata da Suíça (SP). É uma dos sete ministros que compõem o Conselho Federal, que exerce a chefia de Estado da Suíça. Ela foi eleita em 7 de dezembro de 2022, a primeira membro do Conselho Federal eleita pelo Cantão de Jura.